# Propanoato de cálcio
Propanoato de cálcio ou propionato de cálcio tem a fórmula Ca(C2H5COO)2. É o sal de cálcio do ácido propanoico.

## Usos
É usado como um conservante de alimentos, inibindo o crescimento de fungos e bactérias. É usado em grandes variedades de alimentos como pães, bolos, carne processada, e outros produtos lácteos. 